# Chaîne Orientale (Kamtchatka)
Pour les articles homonymes, voir Chaîne Orientale.
La chaîne Orientale (russe : Восточный хребет, ISO 9 : Vostotchny Chrebet) est une chaîne montagneuse orientée sud-sud-ouest—nord-nord-est sur 600 km de long et 120 km de large dans l'est de la péninsule du Kamtchatka, dans l'Extrême-Orient russe.
La structure de la chaîne Orientale est complexe : en forme de horst gneissique au sud (monts Ganalski), d'anticlinorium crétacé avec roches éruptives et sédimentaires cénozoïques au centre et au nord (monts Valaguine, Toumrok, Koumrotch). À l'est de la chaîne s’étire un plateau volcanique oriental, qui compte de nombreux volcans actifs tels que, du nord au sud, les volcans Kronotski, Koriakski, Avatchinski et Moutnovski.
La chaîne Koumrotch est le nom donné à la partie septentrionale de la chaîne Orientale, longue de 220 km. Elle est traversée par la basse vallée du fleuve Kamtchatka. Son point culminant est le mont Chich (ru) (2 346 m) au sud.